# Бистрец (Добричская область)
Бистрец (болг. Бистрец) — населённый пункт в Болгарии. Находится в Добричской области, входит в общину Крушари. Население составляет 120 человек.

## Политическая ситуация
В местном кметстве Бистрец, в состав которого входит Бистрец, должность кмета (старосты) исполняет Сезгин Аптиш Ибрям (Движение за права и свободы (ДПС)) по результатам выборов.
Кмет (мэр) общины Крушари — Добри Стоянов Стефанов (Движение за права и свободы (ДПС)) по результатам выборов.